# Francesc Canals i Ambrós
Francesc Canals i Ambrós, también conocido como El Santet,  (Barcelona, 1877-27 de julio de 1899), fue un joven barcelonés que falleció con 22 años. Es venerado como un "santo popular" al que se le atribuyen diferentes favores.

## Biografía
Se conocen muy pocos datos de la vida de Francesc. Nació en la Plaza de La Lana de Barcelona y su padre, que era invidente, regentaba un negocio de alfombras. Con 14 años empezó a trabajar en el comercio El Siglo en Las Ramblas. Los vecinos de la zona comentaban que solía repartir su sueldo entre los pobres y ayudaba a quien podía. Poco a poco se le fueron atribuyendo también sueños premonitorios, entre ellas el incendio del comercio en el que trabajaba. Se comenzó a decir que tenía la capacidad de curar con la imposición de las manos, predecir la fecha de muerte de diferentes personas además de la suya propia, y que cuando él falleciese su padre recuperaría la vista, lo cual supuestamente ocurrió, siempre según la tradición oral.[cita requerida]
A los 22 años Francesc falleció, según algunos por tuberculosis y según otros al no recuperarse de las quemaduras de un incendio en el que ayudó a varias personas. Ubicado su nicho en el Cementerio Viejo, hubo de trasladarse al cementerio nuevo del Poblenou debido a la afluencia de personas que visitaban sus restos.[cita requerida]
A día de hoy la tumba de Francesc Canals, al que se le conoce como El Santet del Poblenou, sigue recibiendo multitud de visitantes que depositan flores, exvotos, fotografías de seres queridos, etc. Se le atribuyen numerosas curaciones milagrosas, matrimonios, fertilidad y diferentes favores que no guarden relación con el dinero. Se han publicado diferentes libros sobre el Santet, artículos de prensa y su historia ha aparecido en diferentes programas de radio y televisión.